# 대구초등학교 (대구)
대구초등학교는 대한민국 대구광역시 중구 봉산동에 있는 공립 초등학교이다.

## 역사
- 1896년 9월 17일 경상북도관찰부공립소학교 개교 설립인가
- 1906년 12월 21일 공립대구보통학교 개교(설립인가 9월 1일)[1]
- 1911년 11월 1일 대구공립보통학교(4년제) (교명 변경)
- 1920년 9월 11일 6년제 인가
- 1938년 4월 1일 대구덕산공립심상소학교 (교명 변경[2])
- 1941년 4월 1일 대구덕산공립국민학교 (교명 변경[3])
- 1946년 1월 18일 대구국민학교로 교명 변경
- 1989년 12월 20일 본관 교사 신축
- 1995년 3월 6일 병설유치원 개원(40명)
- 1996년 3월 1일 대구초등학교로 교명 변경[4]
- 2004년 10월 1일 급식실 현대화시설 준공
- 2004년 12월 22일 과학실 현대화 사업 완료
- 2005년 8월 4일 체육관(대구관) 준공
- 2006년 8월 31일 도서실, 방과후 보육교실 사업 완공
- 2006년 11월 6일 보건실 현대화 완공
- 2006년 11월 18일 개교 100주년 기념식 (역사관, 기념비건립)
- 2007년 4월 21일 방송실 현대화 사업
- 2007년 5월 31일 기상관측대, 체육시설물 설치
- 2007년 6월 20일 도움반 현대화 사업
- 2021년 3월 1일 초등학교 15학급, 유치원 3학급 편성
- 2021년 2월 10일 제111회 졸업 (남20명, 여22명, 계 42명 총43,941명)
- 2022년 2월 15일 제112회 졸업 (남26명, 여21명, 계 47명, 총43,988명)
- 2022년 3월 1일 초등학교 20학급 유치원 3학급 편성
- 2022년 12월 30일 제113회 졸업 (남26명, 여23명, 계 49명, 총44,037명)
- 2023년 3월 1일 초등학교 20학급(특수학급2), 유치원 3학급 편성
- 2023년 9월 1일 제35대 김희숙 교장 부임

## 참고 자료
- 대구초등학교 - 한국교육학술정보원 학교알리미